# Уйи-ле-Тессон
Уйи́-ле-Тессо́н (фр. Ouilly-le-Tesson) — коммуна во Франции, находится в регионе Нижняя Нормандия. Департамент коммуны — Кальвадос. Входит в состав кантона Бретвиль-сюр-Лез. Округ коммуны — Кан.
Код INSEE коммуны — 14486.

## Население
Население коммуны на 2010 год составляло 539 человек.
| 1962 | 1968 | 1975 | 1982 | 1990 | 1999 | 2010 |
| ---- | ---- | ---- | ---- | ---- | ---- | ---- |
| 447  | 466  | 432  | 507  | 523  | 483  | 539  |

## Экономика
В 2010 году среди 330 человек трудоспособного возраста (15—64 лет) 269 были экономически активными, 61 — неактивными (показатель активности — 81,5 %, в 1999 году было 65,7 %). Из 269 активных жителей работали 248 человек (138 мужчин и 110 женщин), безработных было 21 (9 мужчин и 12 женщин). Среди 61 неактивных 18 человек были учениками или студентами, 21 — пенсионерами, 22 были неактивными по другим причинам.